# Herissantia crispa
Herissantia crispa är en malvaväxtart som först beskrevs av Carl von Linné, och fick sitt nu gällande namn av Briz.. Herissantia crispa ingår i släktet Herissantia och familjen malvaväxter. Inga underarter finns listade i Catalogue of Life.

## Bildgalleri

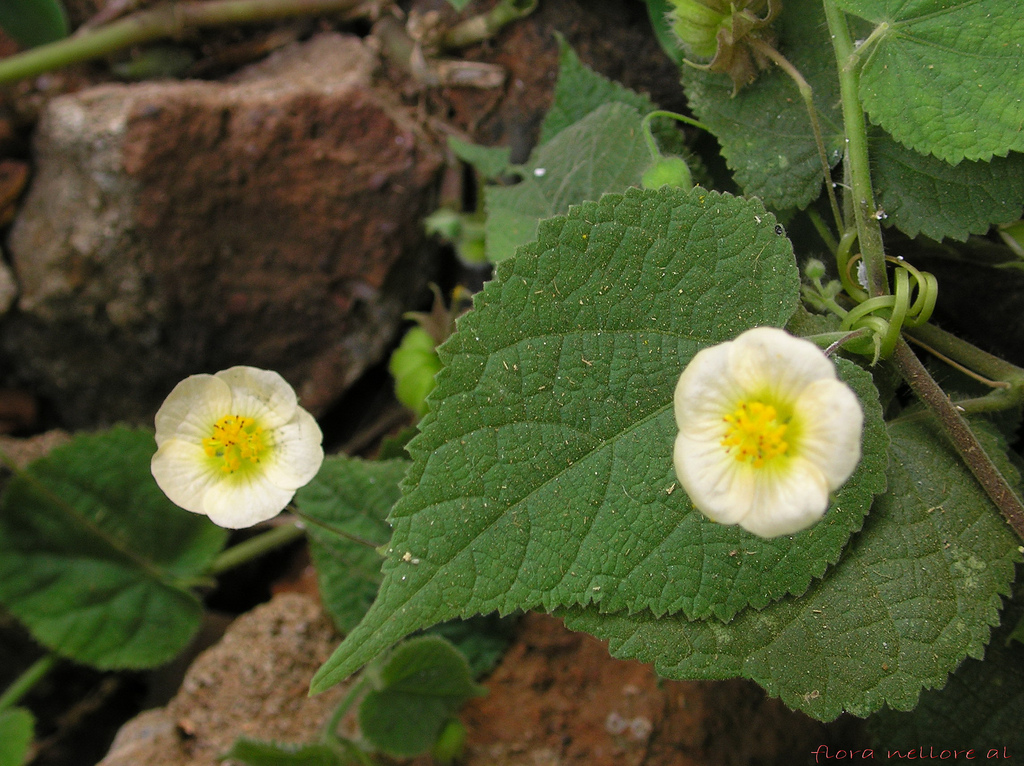
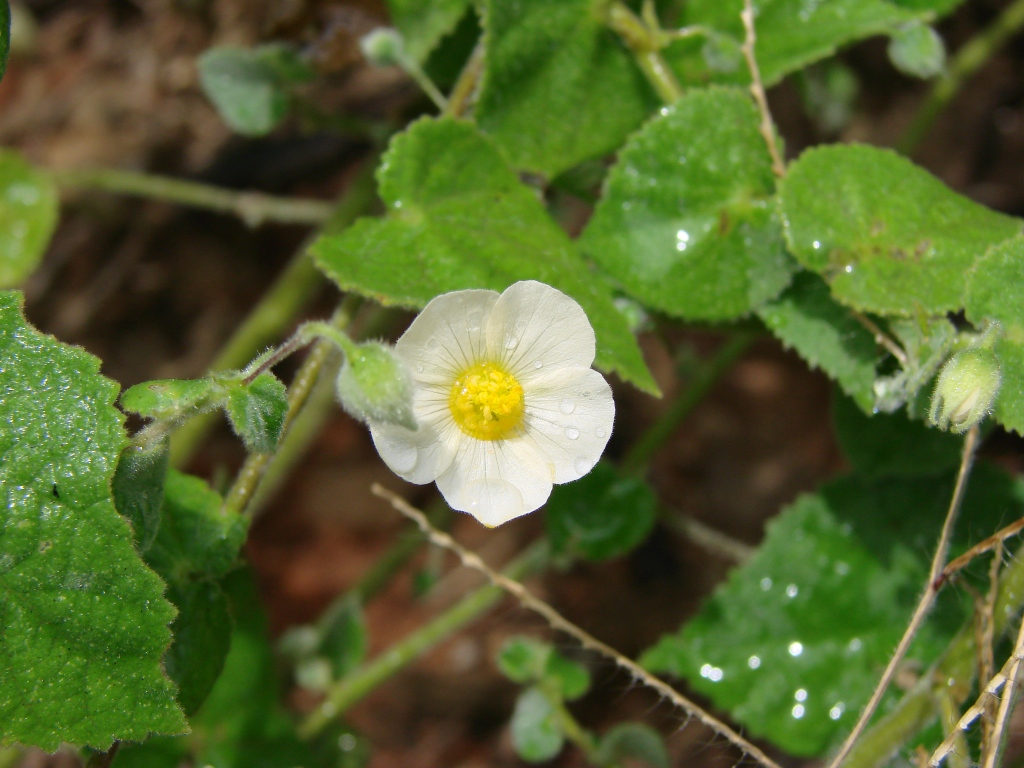
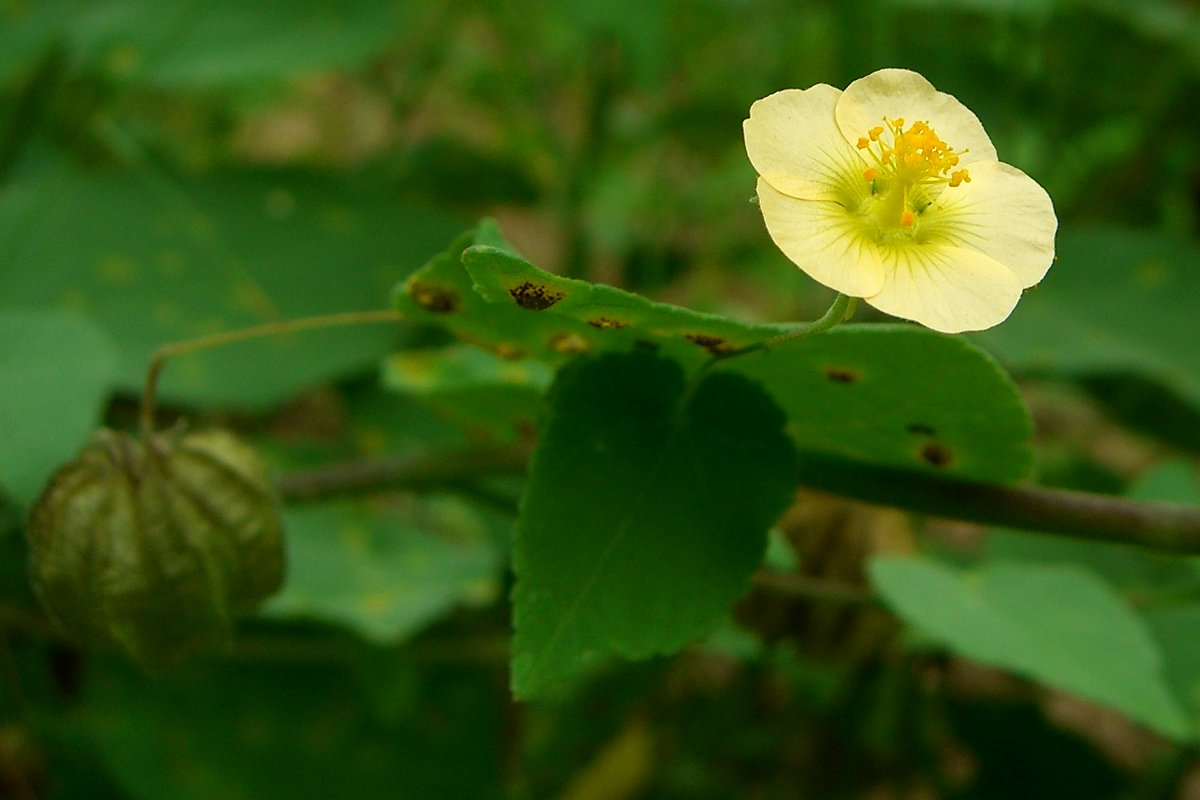
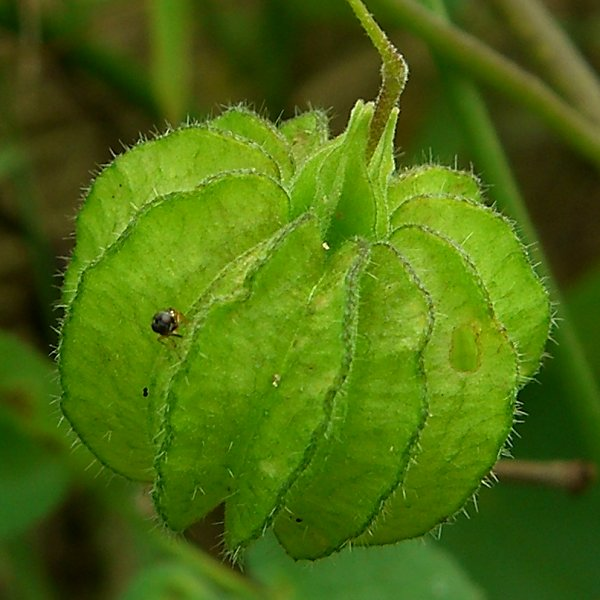